# 高名凱
高名凱（こう めいがい、1911年3月28日 – 1965年1月3日）は、中国の言語学者。中国語の文法と一般言語学の研究で知られる。

## 生涯
高名凱は福建省の平潭（現在の福州市の一部）に生まれた。父親はメソジスト監督教会の牧師だった。
1935年に燕京大学哲学系を卒業した後、大学院に進んだが、1937年9月にフランスに留学した。パリ大学で言語学を学び、中国語の前置詞に関する研究（アンリ・マスペロの指導）で博士の学位を得た。ナチス・ドイツのフランス侵攻の直前にフランスを離れた。
帰国後は燕京大学の助手、のちに講師の職を得た。太平洋戦争で日本が燕京大学を閉鎖すると、中法漢学研究所の研究員になった。1945年に日本の敗戦によって燕京大学が復活すると、その国文系教授に就任した。
中華人民共和国成立後の1952年に燕京大学が廃止されると、高名凱は北京大学に移った。1965年に肝炎により没した。

## 業績
高名凱の中国語文法に関する主著は『漢語語法論』(上海開明書店1948。1957年に大きく変更した版を出版)で、王力・呂叔湘のものならんで1940年代の代表的な中国語文法書であった。高名凱はジョゼフ・ヴァンドリエスの影響を受け、従来の中国語文法が西洋文法に無批判に依存していることを批判、一般言語学の理論に従って中国語文法を記述することを提唱した。高名凱の著作は中国語が主語でなく主題を重んじる言語であることを指摘した早期の著作であった。
「唐代禅家語録所見的語法成分」(『燕京学報』34、1948)は、唐代の文法に対するまとまった記述として早いもののひとつである。ただし使用した資料に問題があることが太田辰夫により指摘されている。「唐代文法試探」（『中国語史通考』（白帝社1988）所収、もと1953年）、および『中国語歴史文法』（江南書院1958）のあとがきを参照。
中国語に関する著作にはほかに『現代漢語外来詞研究』(文字改革出版社1957、劉正埮と共著。鳥井克之による邦訳あり)などがある。
一般言語学に関する著作には『普通語言学』(上巻は上海東方書店1954、下巻は新知識出版社1955)、『語法理論』(商務印書館1960)、『語言学概論』(商務印書館1962、石安石と共著)、『語言論』(科学出版社1963)などがある。当時の中国はヨシフ・スターリンの言語理論の影響がきわめて強く、高名凱の著作も基本的にはその方向に従って書かれている。
高名凱はまたフェルディナン・ド・ソシュールの『一般言語学講義』を中国語に翻訳した（『普通語言学教程』、1963年に翻訳されたが、出版されたのは1980年）ことでも知られる。マル批判で知られるチコバヴァの著作も翻訳している。またバルザックの小説を数多く翻訳している。
高名凱はまたいくつかの学問的論争を経験した。高名凱は1953年に、中国語には形態変化がないため、名詞・動詞・形容詞の区別は中国語においては意味の区別にすぎず、文法的には区別を立てる必要がないと主張し、大きな論争を引きおこした。大部分の学者は高名凱の説に反対であった。また1958年には「語言」（ラング）には階級性がないが「言語」（パロール）には階級性があると主張し、パロールに階級性がないと主張する方光燾らと論争になった。
論文集に『高名凱語言学論文集』(商務印書館1990)がある。